# Poecilia petenensis
Poecilia petenensis là một loài cá nước ngọt thuộc chi Poecilia trong họ Cá khổng tước. Loài này được mô tả lần đầu tiên vào năm 1866.

## Phân bố và môi trường sống
P. petenensis được tìm thấy trong hệ thống sông từ đông nam Mexico, trải dài đến Belize và Guatemala.

## Mô tả
Mẫu vật lớn nhất của P. petenensis có chiều dài cơ thể được ghi nhận là 15 cm. Cơ thể của chúng có màu nâu xám; các hàng chấm cam nhỏ dọc theo các hàng vảy. Vây đuôi của con đực có hàng dọc các hàng đốm nhỏ màu nâu cam; dải rìa đuôi màu cam, dải viền dưới của đuôi màu đen. Dải viền ở vây lưng có màu cam; có các đốm trắng với các dải màu đen.